# Heteralonia
Heteralonia är ett släkte av tvåvingar. Heteralonia ingår i familjen svävflugor.

## Dottertaxa tillHeteralonia, i alfabetisk ordning[1]
- Heteralonia acrodiscoides
- Heteralonia adelpha
- Heteralonia aeaca
- Heteralonia aegina
- Heteralonia algira
- Heteralonia alpha
- Heteralonia angulata
- Heteralonia araxana
- Heteralonia arenacea
- Heteralonia argentifera
- Heteralonia aridicola
- Heteralonia atrella
- Heteralonia axumitae
- Heteralonia azaniae
- Heteralonia bagdadensis
- Heteralonia beckeri
- Heteralonia bezzii
- Heteralonia bisecta
- Heteralonia bowdeni
- Heteralonia cadicerina
- Heteralonia caffrariana
- Heteralonia campestris
- Heteralonia capensis
- Heteralonia ceuthodonta
- Heteralonia chinensis
- Heteralonia chorogensis
- Heteralonia cingulalis
- Heteralonia clathrata
- Heteralonia completa
- Heteralonia connivens
- Heteralonia corvina
- Heteralonia corvinoides
- Heteralonia cosmoptera
- Heteralonia daveyi
- Heteralonia deserta
- Heteralonia dispar
- Heteralonia dissoluta
- Heteralonia dolichoptera
- Heteralonia dubia
- Heteralonia eremochara
- Heteralonia eremophila
- Heteralonia fallaciosa
- Heteralonia fimbriatella
- Heteralonia fumida
- Heteralonia furvalis
- Heteralonia furvipennis
- Heteralonia fusconotata
- Heteralonia gonioneura
- Heteralonia gressitti
- Heteralonia guillarmodi
- Heteralonia hamula
- Heteralonia haustellata
- Heteralonia hemiphaea
- Heteralonia hermani
- Heteralonia insularis
- Heteralonia interstitialis
- Heteralonia javana
- Heteralonia kaokoensis
- Heteralonia karooana
- Heteralonia katonae
- Heteralonia kirgizorum
- Heteralonia lateralis
- Heteralonia latiuscula
- Heteralonia lepidogastra
- Heteralonia leucothyrida
- Heteralonia loxospila
- Heteralonia lugubris
- Heteralonia maculifera
- Heteralonia maculiventris
- Heteralonia maculosa
- Heteralonia megerlei
- Heteralonia melanoptera
- Heteralonia melanostola
- Heteralonia mesomelaena
- Heteralonia mira
- Heteralonia mucida
- Heteralonia mucorea
- Heteralonia mydasiformis
- Heteralonia neurospila
- Heteralonia nigerrima
- Heteralonia nigrovenosa
- Heteralonia noctilio
- Heteralonia normalis
- Heteralonia nubeculosa
- Heteralonia obscuripennis
- Heteralonia occlusa
- Heteralonia occlusoides
- Heteralonia oculata
- Heteralonia offuscata
- Heteralonia olivierii
- Heteralonia pentala
- Heteralonia personata
- Heteralonia phaeoptera
- Heteralonia pleurosticta
- Heteralonia polyphleba
- Heteralonia polysticta
- Heteralonia porrectella
- Heteralonia punctinervis
- Heteralonia pygmalion
- Heteralonia recurrens
- Heteralonia rivularis
- Heteralonia rivulosa
- Heteralonia rubella
- Heteralonia sabulina
- Heteralonia serpentata
- Heteralonia singularis
- Heteralonia sipho
- Heteralonia spiloneura
- Heteralonia spoliata
- Heteralonia suavipennis
- Heteralonia subfasciata
- Heteralonia submucorea
- Heteralonia suffusa
- Heteralonia suffusipennis
- Heteralonia sytshuana
- Heteralonia tephroleuca
- Heteralonia tephroptera
- Heteralonia umbrosa
- Heteralonia vesperugo
- Heteralonia yoshimotoi
- Heteralonia zonata